# Tour de transmission
Pour les articles homonymes, voir Émetteur.

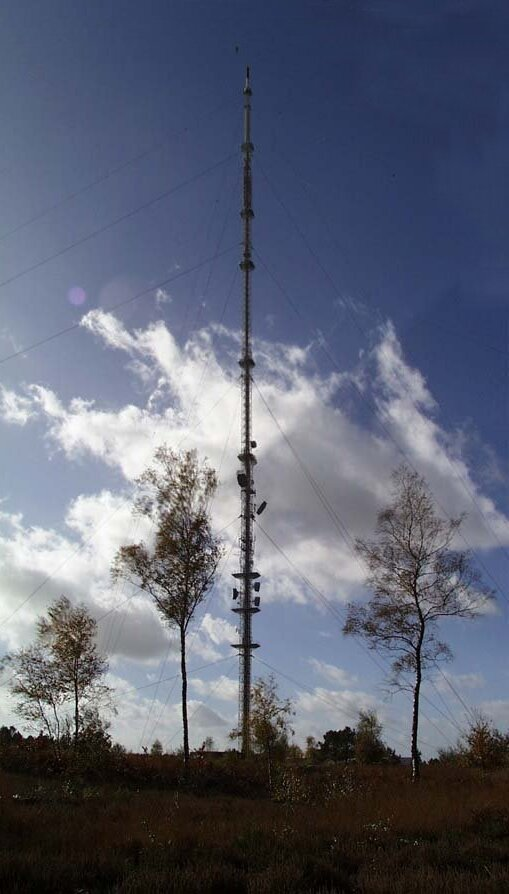
Émetteur de Mayet (Sarthe), la cinquième plus haute construction de France.

Les tours de transmission ou émetteurs sont des structures destinées à émettre les ondes de la télévision et de la radio. Ce sont des constructions verticales (métalliques ou en béton) de type autoportantes ou haubanées, dont l'emplacement a été particulièrement étudié. Elles sont généralement placés en rase-campagne, sur des points hauts ou au centre d'une vaste plaine pour bénéficier du meilleur dégagement. L'importance de la courbure terrestre et la géomorphologie locale a une influence décisive sur la portée d'un émetteur, dépendant aussi de la fréquence ou spectre de travail.

## Histoire
L'Histoire des techniques de télévision fait l'objet d'un article séparé.
Le 14 avril 1931 a lieu la première transmission française de télévision, par René Barthélemy, présentée par Suzanne Bridoux devant 800 invités et avec une image de trente lignes (court métrage L'Espagnole à l'éventail, et prises de vues en direct), entre le laboratoire de la Compagnie des Compteurs de Montrouge et l'école supérieure d'électricité de Malakoff située à 2 kilomètres. C'est la première transmission par émetteur de télévision, d’autres ayant été réalisées précédemment mais par fil.

## Structure et appuis
Les premières tours de transmission étaient des pylônes en treillis analogues aux tours hertziennes des années 1920. Il faudra attendre l'exploit de l'ingénieur allemand Leonhardt, en février 1956, avec la tour de Stuttgart, pour qu'apparaissent les premières tours en béton armé.
La majorité des plus hauts et importants pylônes de transmission (TV, radio, télécom, etc.) sont haubanés, mais en zone urbaine du fait du manque de place pour l'ancrage latéral des haubans au sol, les pylônes (dits alors "autostables") sont construits sur la base d'un tripode (Mulhouse, RTL-Dudelange, Anlier, etc.) ou quadripode, comme la tour Eiffel : elle est un centre d'émission de TV, de radio et de télécommunications stratégique important.
L'émetteur le plus haut de France se situe à l'Aiguille du Midi dans le Massif du Mont Blanc.
Les deux plus hauts pylônes haubanés de France sont :
- l'émetteur grandes ondes de France Inter à Allouis près de Bourges d'une hauteur de 354 m (source TDF Allouis).
- l'émetteur TV et MF du Mans-Mayet (72) avec 342 m. (source TDF).

L'émetteur de télévision analogique le plus puissant en France a été, avant son arrêt le 8 octobre 2010, celui du Roc Trédudon dans le Finistère, avec 703 kW PAR en UHF (PAR étant la Puissance apparente rayonnée qui tient compte du gain des antennes).
Dans d'autres pays, notamment en Allemagne, les émetteurs sont souvent placés sur des tours supportant à la fois les équipements de puissance des émetteurs, les antennes et un restaurant panoramique tournant comme à Cologne, Hambourg ou Berlin.

## Fonctionnement
Les émetteurs sont aujourd'hui majoritairement pilotés (alimentés en programmes) par les satellites, reçus sur des paraboles professionnelles. On utilise encore des liaisons point à point appelées faisceaux hertziens qui utilisent des fréquences de l'ordre de 3 GHz à 8 GHz pour transmettre, par bonds de 50 km environ, les signaux depuis la source principale ou les centres secondaires vers le réseau d'émetteurs. Les signaux sont ensuite convertis en VHF ou UHF, présentant une certaine polarisation. Ils peuvent être renvoyés vers les réémetteurs locaux, c'est-à-dire des points de réémission secondaire à plus faible puissance. Cette dernière s'exprime en P.A.R. ou puissance apparente rayonnée, ce qui correspond à la puissance du bloc émetteur amplifié par le gain d'antenne d'émission.
La majorité des émetteurs sont de type omnidirectionnel, c'est-à-dire qu'ils rayonnent sur 360° en fonction de l'importance et du particularisme de la zone à desservir. Cependant, en particulier pour la mise en place de la TNT et afin de limiter le recouvrement des fréquences par des émetteurs proches, plusieurs émetteurs utilisent des antennes unidirectionnelles. C'est par exemple le cas de l'émetteur TNT du Mont Ventoux dont le diagramme de rayonnement est orienté sud-ouest (vers Avignon) : la réception est ainsi possible dans la zone urbanisée, au détriment du reste du territoire.
Les émetteurs et les réémetteurs français diffusaient six chaînes nationales en SÉCAM. Aujourd'hui, le numérique, avec la TNT, propose dix-huit chaînes, avec des TV locales dans les plus grandes agglomérations. Les centres d'émission peuvent aussi accueillir les services de téléphonie mobile. Ils accueillent des paraboles orientables destinées à l'acheminement des signaux des reportages TV ou radio. Souvent, des liaisons satellites sont aussi utilisées à cette fin.
Au Congo-Brazzaville, par exemple, il existe le centre émetteur de la TDC situé à Tangombo, un quartier nord de Brazzaville. Ce centre permet ainsi la diffusion des émissions dans toute la ville de Brazzaville ainsi que dans ses environs.

## Galerie

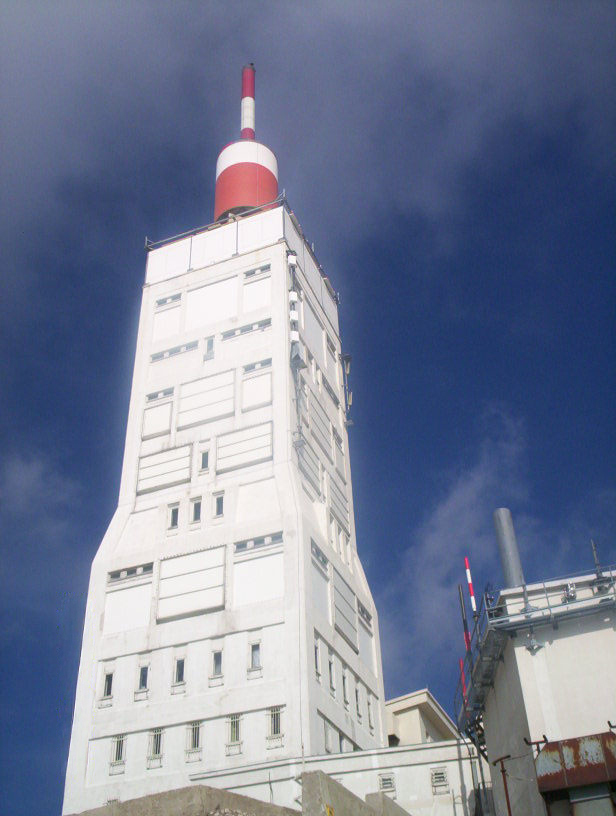
Émetteur du Mont Ventoux (Vaucluse, France) se trouvant à 1 912 mètres d'altitude. Puissance d'émission : 195 kW
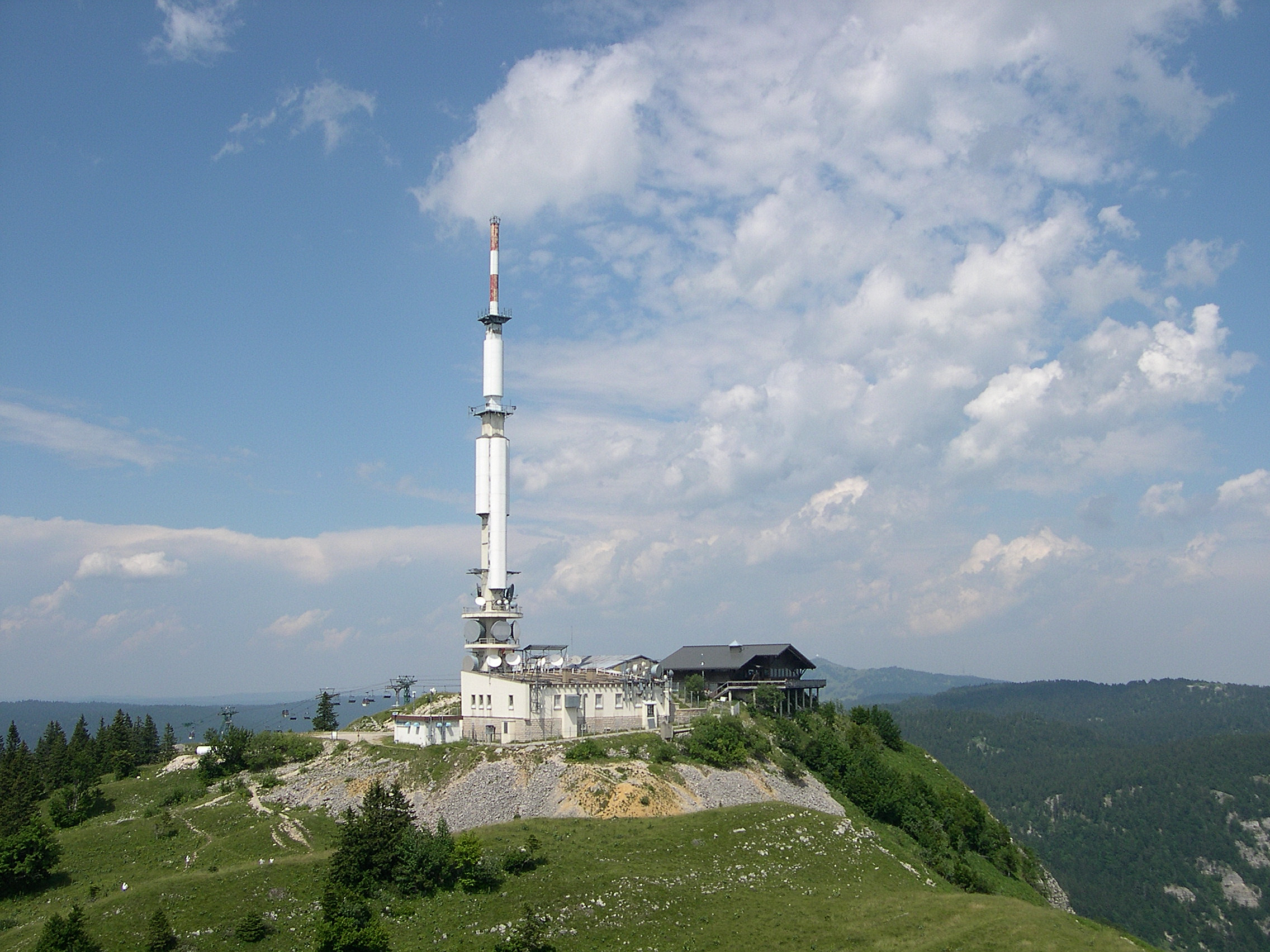
Vue des arrivées des remontées mécaniques et de l'émetteur de télévision au sommet du mont Rond, dans le massif du Jura (Ain, France).
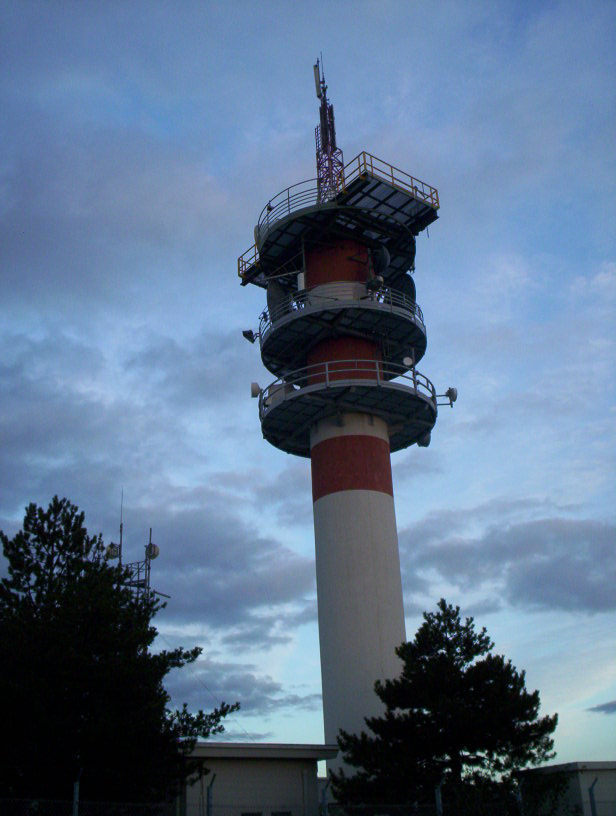
Émetteur de télévision installé à Bourg-Saint-Andéol à 414 mètres d'altitude, en Ardèche (France). Puissance d'émission : 280 W
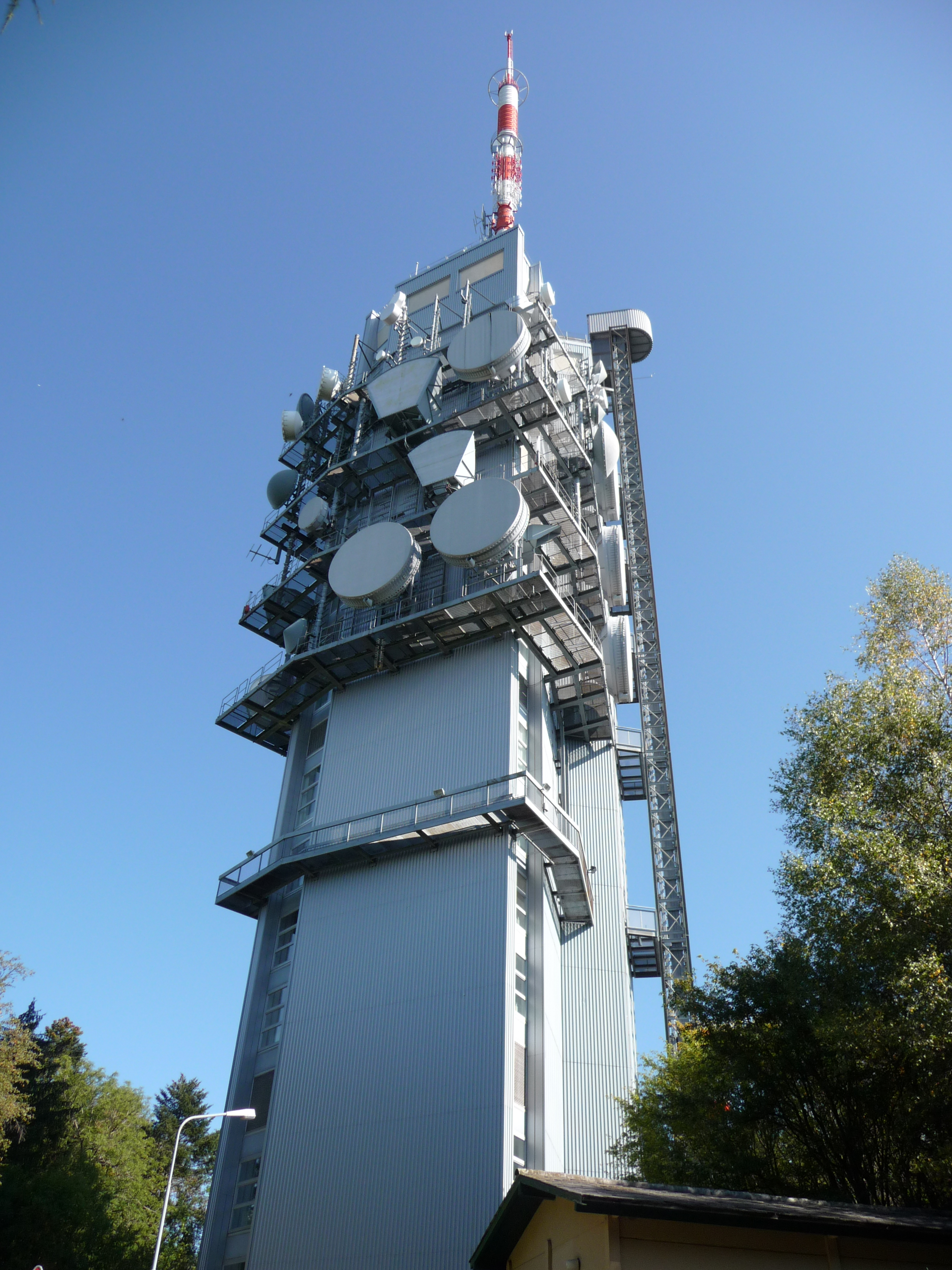
Tour relais du Mont Pèlerin situé dans le canton de Vaud en Suisse et culminant à 1 075 m.
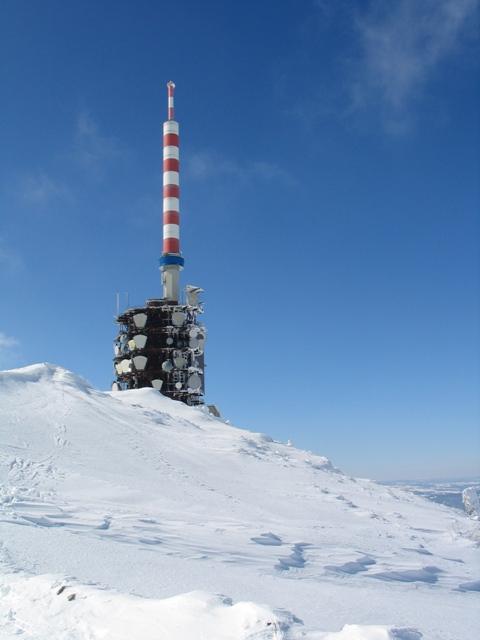
Émetteur du Chasseral, situé en Suisse dans le massif du Jura. Hauteur de la tour : 120 m.
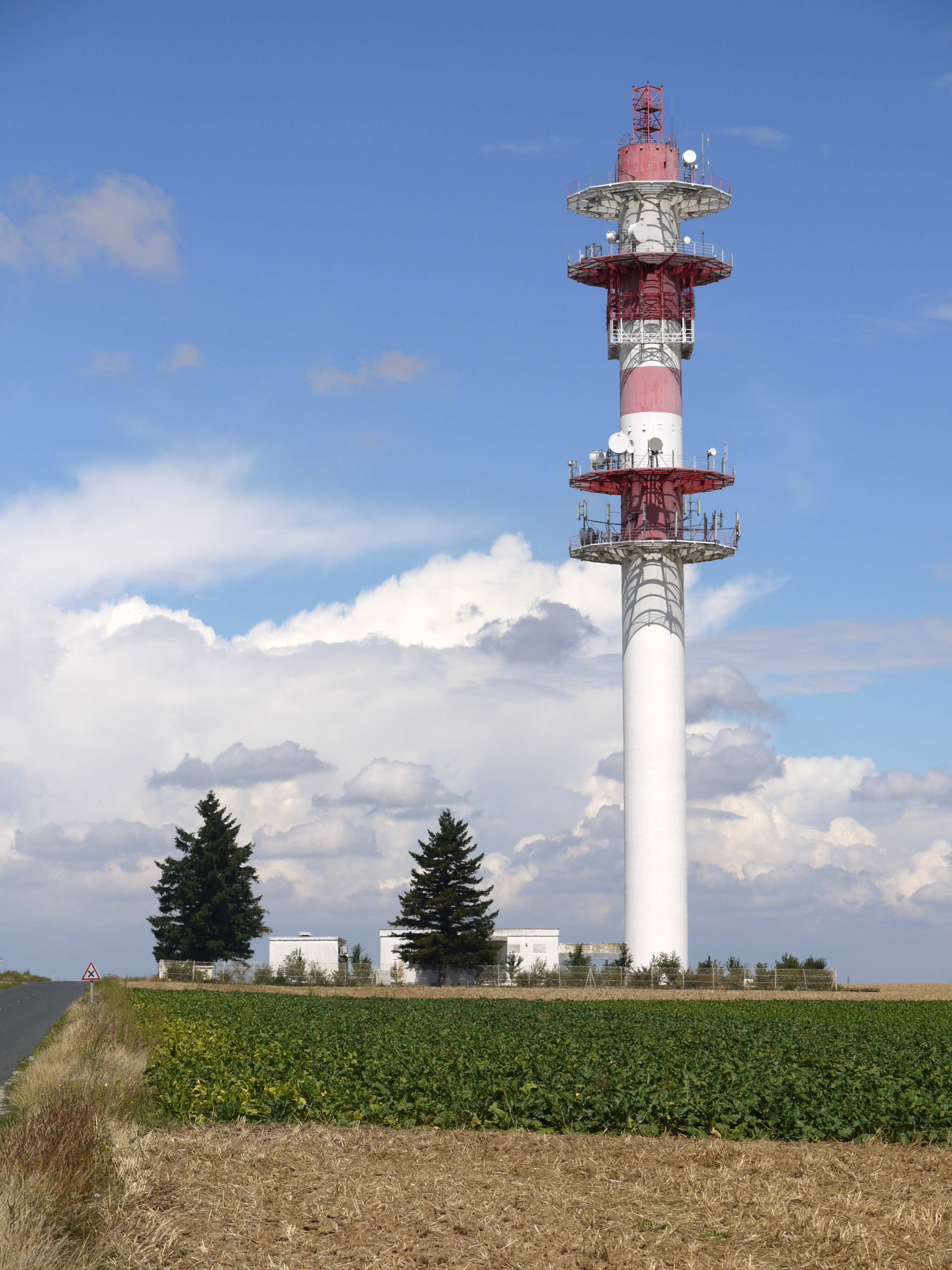
Relais hertzien sur un plateau près de Videlles dans l'Essonne en France.
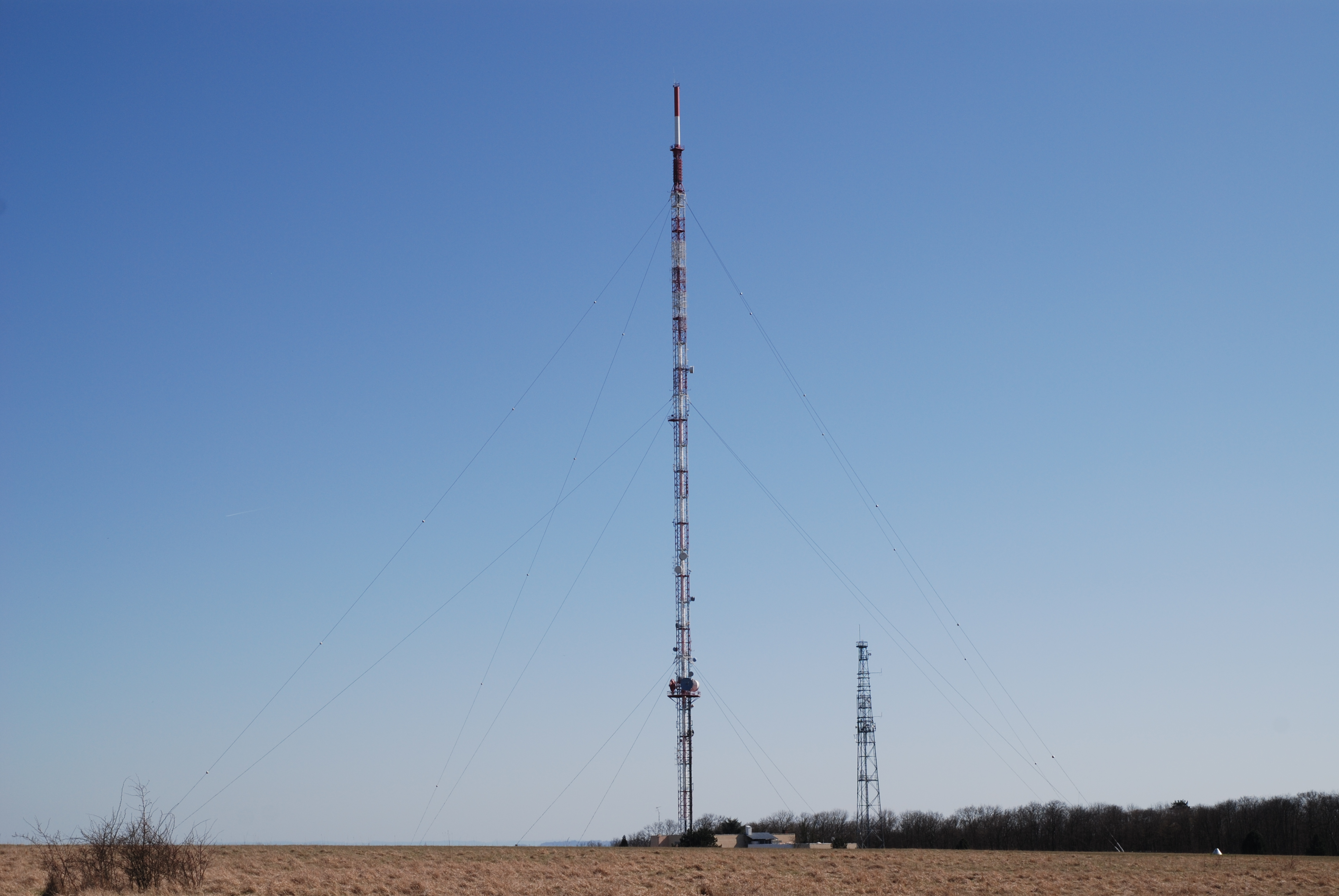
Émetteur de Nancy-Malzéville en France.
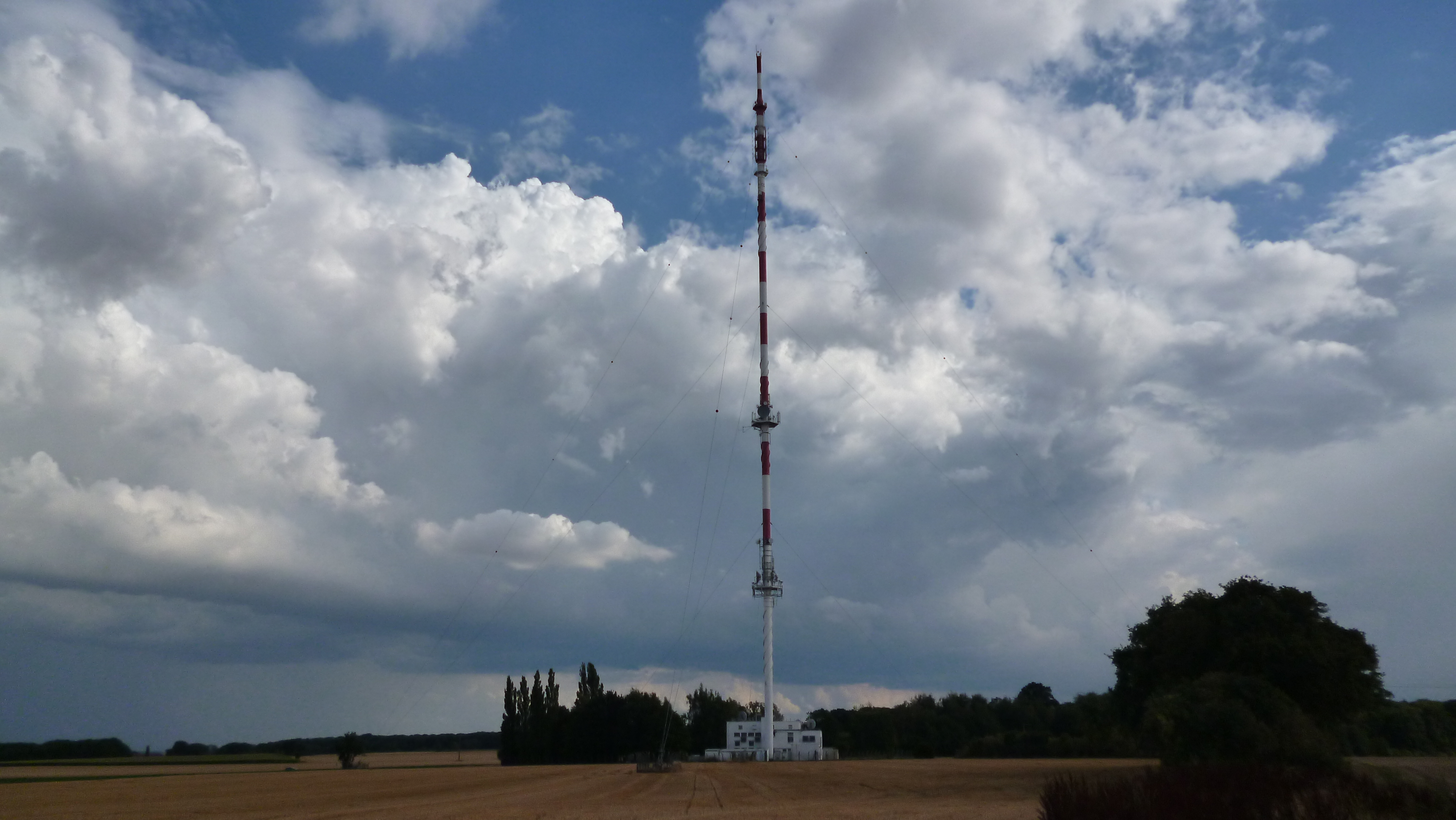
Émetteur de Saint-Just-en-Chaussée, situé à 171 m d'altitude.